# NGC 5127
NGC 5127 (другие обозначения — UGC 8419, MCG 5-32-13, ZWG 161.42, PGC 46809) — эллиптическая галактика (E) в созвездии Гончие Псы.
Этот объект входит в число перечисленных в оригинальной редакции «Нового общего каталога».
В галактике вспыхнула сверхновая SN 1991bi типа Ia, её пиковая видимая звездная величина составила 18,5.